# Баща
Баща или татко се нарича родителят от мъжки пол на детето. Бащинството бива три типа:
- биологичен баща – бащата, източник на генния материал
- социален баща – бащата, занимаващ се с отглеждането на детето
- юридически баща – бащата, носещ юридическата отговорност за постъпките на малолетното дете.

## Бащата от социологическа гледна точка
Социологически теории – като социалния конструктивизъм – определят като баща този, който поема социалната роля на бащинството.
Такъв могат да бъдат съпругът на майката на извънбрачно дете, осиновител, повторния съпруг на майката, както и всеки, който поема отговорна роля за грижата за детето. В повечето случаи, когато социалния баща не е биологичния баща, изграждането на връзка дете-баща изисква време и търпение, както и двустранно желание. При насилване на процеса може да се стигне до конфликти, дори отричане на бащинския авторитет.

## Бащинството от психологическа гледна точка
Германската психоложка Инге Зайфиге-Кренке обяснява ролята на бащите в отглеждането на детето и различията във възпитателните методи по следния начин:
- Майките имат по-грижовно отношение към децата си – сменят им пелените, къпат ги, докато бащите се отдават на имитационни игри. Те стимулират възприятията на малките със звуци и различни оптически дразнения (например смешни физиономии).
- В по-късен стадий от живота насочват подрастващите към движението и спорта, насърчавайки, най-вече при момчетата, самостоятелността.
- Дори след преминаването на пубертета, близостта се запазва, резервирайки на бащите роля като доверен и надежден съветник и събеседник по училищни и политически теми, както и проблеми в работата.

Дългогодишните изследвания на социолозите Пол Амато и Алан Бут от Pennsylvania State University показват пряка връзка между нивото на образованост и доходи на бащата и тези на децата. Изследване на Oxford Centre for Research into Parenting and Children доказва, че при силна ангажираност от страна на бащата, вероятността при момчетата да извършат престъпление намалява драстично и помага на момичетата в по-късни стадии от живота си да се справят по-умело с психически стрес.

## Бащинство и мъжественост
Под патриархат се разбира водещата роля на мъжа в семейството. Дори и в наши дни „мъжествеността“ се свързва пряко с бащинството. Типичен пример е гордостта с бройката деца (отъждествяване на плодовитост и мъжественост) или с първото дете, което е мъжко (сила на гените). Още в Древността pater familias, или „бащата на семейството“, е бил считан за идеал и прототип за мъжественост.

## Бащинство в животинското царство
Разделението на бащинството и майчинство може да се наблюдава и при животните. Антроположката Сара Хърди отбелязва, че разделение на ролите се наблюдава най-вече при животните с моногамни връзки. Най-вероятно обяснение е, че когато мъжкият е сигурен, че се занимава със собственото си потомство, той е по-склонен да вложи повече грижи.

## Други значения и употреби на думата „баща“
Понятието баща се използва и в смисъл на основател, основоположник, създател, първоизточник. Например Горбачов е „баща на Руската демокрация“ заради Перестройката.
Друга употреба на баща е като прилагателно, например в бащина стряха, когато се има предвид къщата, в която човек е роден и отраснал.
Татковина е особено сърдечно и носталгично обръщение към родината.
В литературата се срещат множество примери за отъждествяването на мъжествеността с бащинството, като например героят на чорбаджи Марко в „Под игото“ на Иван Вазов или на дядо Либен от „Българи от старо време“ на Любен Каравелов.
През 70-те години, тогавашния Председател на Държавния съвет – Тодор Живков, се сдобива с прякора Тато (Тато Кратуньо, заимствано от името на италианския поппевец Тото Котуньо).